# Рух за незалежність Індії
Рух за незалежність Індії — сукупність різноманітних регіональних та національних кампаній на території Британської Індії та інших колоніальних володінь Південної Азії, з використанням методів ненасильства і озброєної боротьби. В русі брало участь багато політичних, філософських і громадських організацій. Початок руху може бути простежено до початків португальського колоніалізму 16 століття та влади Британської Ост-індської компанії в Бенгалі кінця 18 століття. Перший організований рух супротиву виник саме в Бенгалі, але набув сили значно пізніше, у вигляді всеіндійського Індійського національного конгресу, лідери якого шукали в першу чергу прав людини та економічних прав індійського населення.
Ці рухи за незалежність традиційно використовували помірні методи протесту та петицій. Проте, починаючи з початку 20 століття, підхід став радикальнішим, переважно під впливом рухів Лал Бал Пал і Шрі Ауробіндо. Тоді й виник і Революційний рух за незалежність Індії, що проявив себе у Індо-германському пакті та Ґхадарському заговорі, намагаючись скористатися політичною ситуацією, що склалася під час Першої світової війни. В середині 20 століття рух набув форми ненасильства під керівництвом Махатми Ґанді, лідера Національного конгресу. Інші політики, такі як Субхас Чандра Бос (Нетаджі), слідували, однак, радикальним озброєним формам протесту. Інші, такі як Свамі Сахаджананд Сарасваті, також намагалися досягти політичних свобод селянства.
Індія залишалася домініоном британської корони до 26 січня 1950 року, коли зі згоди Британії була ухвалена Конституція Індії, що проголосила нову республіку. Однак вже в 1956 році Пакистан проголосив себе окремою державою, хоча і був змушений пройти через нову смугу внутрішньої політичної боротьби. В 1971 році Громадянська війна в Пакистані привела до війни з Індією, що, у свою чергу, привела до відділення Східного Пакистану у окрему країну — Бангладеш.
Рух за незалежність Індії привів до численних рухів за незалежність в інших частинах світу і розпаду Британської імперії та заміни її на Британську Співдружність. Філософія Ґанді провокувала й Рух за громадянські права в США, рух за демократію у М'янмі та боротьбу Африканського національного конгресу проти апартеїду, хоча і не завжди з використанням принципів ненасильства.